# EUR-Lex
EUR-Lex é um serviço que oferece um acesso directo e gratuito ao direito da União Europeia. EUR-Lex permite consultar o Jornal Oficial da União Europeia e inclui os tratados, a legislação, a jurisprudência e os actos preparatórios da legislação. Há a possibilidade de efectuar pesquisas avançadas.